# Piranga pąsowa
Piranga pąsowa (Piranga rubra) – gatunek ptaka z rodziny kardynałów (Cardinalidae), wcześniej zaliczany do tanagr (Thraupidae) lub trznadlowatych (Emberizidae). Żeruje wysoko w koronach drzew; szczególnie chętnie zjada pszczoły.

## Systematyka
Wyróżniono dwa podgatunki P. rubra:
- P. rubra cooperi – piranga czerwona – południowo-zachodnie USA i północny Meksyk; zimuje w środkowym i południowym Meksyku.
- P. rubra rubra – piranga pąsowa – wschodnie USA; zimuje od południowego Meksyku i Karaibów (rzadko) po północną część Ameryki Południowej, na południu czasami aż po północną Boliwię.

## Morfologia
Długość ciała 18–20 cm. Samiec różowoczerwony. Samica oraz młode od spodu jasnożółte, z wierzchu żółtawooliwkowe, z większą domieszką barwy oliwkowej na skrzydłach, ogonie i grzbiecie. Dziób duży, jasny u obu płci, ciemniejszy po sezonie lęgowym. Jednoroczne samce podobne do samic, z plamkami lub czerwonym nalotem na piórach; dwuletnie podobne do dorosłych samców, lecz jaśniejsze, bardziej żółtawe.

## Zasięg, środowisko
Lasy liściaste, szczególnie dębowe w południowej i środkowo-wschodniej części Ameryki Północnej. Zimę spędza od Meksyku na południe do środkowych terenów Ameryki Południowej.

## Status
IUCN uznaje pirangę pąsową za gatunek najmniejszej troski (LC, Least Concern) nieprzerwanie od 1988 roku. Organizacja Partners in Flight szacuje liczebność populacji lęgowej na około 12 milionów dorosłych osobników. Trend liczebności populacji oceniany jest jako stabilny.